# Casa Escales
La Casa Escales és una obra de Baix Pallars (Pallars Sobirà) inclosa a l'Inventari del Patrimoni Arquitectònic de Catalunya.

## Descripció
Edifici d'aspecte noble i en bon estat de conservació, formant un angle. La façana principal es troba al carrer pel que passa la carretera. La part posterior del mateix dona a la placeta de les Morisques, on s'obren a peu pla unes porxades i en el pis de dalt una galeria coberta. A l'extrem est existeix una petita travessia coberta que comunica la placeta de les Morisques amb la carretera i la part alta del poble. La part baixa de la façana apareix arrebossada i els parament dels tres pisos superiors és de petit aparell de pedra vista. El darrer pis situat sota coberta de teula a doble vessant presenta una renglera d'amplis finestrals formant una galeria molt baixa de sostre. El ràfec de la coberta és decorat amb ceràmica.